# Paradisets Have (film fra 1917)
Paradisets Have (originaltitel: Paradise Garden) er en amerikansk stumfilm fra 1917 instrueret af Fred J. Balshofer, der sammen med Richard V. Spencer skrev manuskriptet til film. Filmen er produceret af Yorke Film Corp. og har i hovedrollerne Harold Lockwood, Vera Sisson og Virginia Rappae
Filmen havde dansk premiere i august 1919.

## Handling
Den 10-årige dreng, Jerry Benham, arver en stor formue, men skal for at modtage arven ifølge testamentet blive på Benham-ejendommen uden at have kontakt med nogen kvinde indtil han fylder 21 år. Ti år senere møder Jerry den smukke Una Habberton, der har forvildet sig ind på godset. De to mødes flere gange i hemmelighed i deres "Paradise Garden", men da Jerrys værge, Roger Canby, finder dem sammen, bliver Una sendt væk. Da Jerry fylder 21, tager han til New York for at lære om forretningsverdenen og om de sociale cirkler, I New York bliver Jerry forelsket i Marcia Van Wyck, der leder ham i fristelse og lærer ham at kysse, men Jerry kan ikke for tankerne om Una ud af hovedet. Ved en fest kysser Marcia Jerrys ven, og Jerry bliver vred og tager tilbage til godset. Værgen Roger Canby sørger for, at Una dukker op hvor Jerry og Una mødtes for første gang, og de to bliver forsonet ...